# Подчуфаров, Александр Гаврилович
Александр Гаврилович Подчуфаров (1911—1978) — Гвардии красноармеец Рабоче-крестьянской Красной Армии, участник Великой Отечественной войны, Герой Советского Союза (1944).

## Биография
Родился 17 октября 1911 года в селе Стрелецкое (ныне — Чернский район Тульской области). После окончания семи классов школы работал слесарем на московских заводах. 
В 1941 году был призван на службу в Рабоче-крестьянскую Красную Армию. С октября этого же года — на фронтах Великой Отечественной войны. В боях был ранен.
К сентябрю 1943 года гвардии красноармеец Александр Подчуфаров был стрелком 182-го гвардейского стрелкового полка 62-й гвардейской стрелковой дивизии 37-й армии Степного фронта. Отличился во время битвы за Днепр. В ночь с 27 на 28 сентября 1943 года в числе передовой группы переправился через Днепр в районе села Мишурин Рог Верхнеднепровского района Днепропетровской области Украинской ССР и принял активное участие в боях за захват и удержание сначала острова, а затем и плацдарма на западном берегу реки. В течение суток отражал немецкие контратаки, нанеся противнику большие потери. В тех боях он был ранен, но продолжал сражаться, пока не получил второе ранение и не потерял сознание.
Указом Президиума Верховного Совета СССР «О присвоении звания Героя Советского Союза генералам, офицерскому, сержантскому и рядовому составу Красной Армии» от 22 февраля 1944 года за «образцовое выполнение боевых заданий командования при форсировании реки Днепр, развитие боевых успехов на правом берегу реки и проявленные при этом отвагу и геройство» был удостоен высокого звания Героя Советского Союза с вручением ордена Ленина и медали «Золотая Звезда» за номером 3267.
После окончания войны был демобилизован. Проживал и работал в Москве. Скончался 25 июля 1978 года, похоронен на Химкинском кладбище Москвы.
Был также награждён рядом медалей.